# Federico Falqués
Federico Falqués (* 1800; † 27. Dezember 1853 in Neugranada) war ein mexikanischer Botschafter.

## Leben
Pius IX. entsandte Monseñor Luis Clementi, Erztitularbischof von Damaskus, als Nuntius für Mexiko und Zentralamerika. Als Clementi im November 1851 in Mexiko sein Akkreditierungsschreiben vorlegen wollte, entschied eine Mehrheit von 53 zu 33 Stimmen des Parlamentes, dass Pius IX. nicht anerkannt werde. Federico Falqués war Abgeordneter für Sinaloa und gehörte zu den Anhängern der konservativen Partei, die gegen diesen Beschluss protestierten. Später ließ Benito Juarez Luis Clementi ausweisen.
Federico Falqués wurde am 15. Juni 1853 nach Südamerika entsandt, wo er in Neugranada starb, bevor er Bogotá erreicht hatte.